# Protojanira prenticei
Protojanira prenticei là một loài chân đều trong họ Protojaniridae. Loài này được Barnard miêu tả khoa học năm 1927.